# حادثة تدافع صنعاء
حدث في صنعاء حادثة تدافع بين حشود في مديرية الصافية، عاصمة اليمن في 19 أبريل 2023، بعد أن تجمع الناس أمام مدرسة معين لتلقي زكاة الفطر من تاجر يدعى انه الكبوس قبل نهاية رمضان. وعند ما احتشد الناس امام بوابة المدرسة بكثرة البوابة من كثر ماتم الضغط عليها انفتحت تلقائياً والناس الذين كانو يقفون عند البوابة دخلو من البوابة وتزحلقو من الدرج الى الارض والناس الذي من بعدهم دخلو ودعسو فوق الذي تزحلقو من الدرج ما ادى الى الحادث الاليم وطبعاً يوجد درج خلف البوابة ، وقُتل في هذا الحادث ما لا يقل عن 90 شخصًا وأصيب 322 شخصًا.
ومن بعد الحادثة اتت القوات الامنية الى مكان الحادثة لتحقيق في الحادث ووجدو اناس كانو يفتشون الموتى ويسرقون ممتلكاتهم الشخصية فقام احد رجال الامن باطلاق رصاصتين جو لكي يبتعدو عن جثث الاموات وهذا ماحدث ورايتة امام عيني والله على ما اقول شهيد

## خلفية
أُطيح بالرئيس اليمني علي عبد الله صالح، الذي حكم لمدة 31 عامًا متتالية، خلال الثورة اليمنية في عام 2012. تعرض اليمن بعد الثورة لسلسلة من الحوادث واستولت جماعة الحوثي المدعومة من إيران على مساحات شاسعة من الأراضي من القوات الحكومية، مما أدى إلى اندلاع الحرب الأهلية اليمنية المستمرة، التي اعتبرت حربًا بالوكالة بين المملكة العربية السعودية وإيران. ومنذ أبريل 2023، غرقت البلاد في "واحدة من أكبر الأزمات الإنسانية في العالم" وفقًا لتقرير اليونيسف. وفقًا لتقديرات المفوضية السامية للأمم المتحدة لشؤون اللاجئين في مارس 2023، يحتاج 21.6 مليون شخص على الأقل في اليمن إلى مساعدات إنسانية.

## الحادثة
كان الحشد في 19 أبريل 2023، حوالي الساعة 20:20 أمام مدرسة في وسط صنعاء القديم، قبل يومين من عيد الفطر، نهاية شهر رمضان، عندما تجمع مئات الأشخاص على أمل لتلقي قرابة 5000 ريال يمني (9 دولارات أمريكية) للفرد من زكاة الفطر، من أحد التجار المحليين، ضمن حدَّث لتوزيع المساعدات المالية في صنعاء التي يسيطر عليها الحوثيون. وبحسب شهود عيان، فقد أطلقت مليشيا الحوثي، أثناء توزيع المساعدات، طلقات في الهواء للسيطرة على الحشد، واصطدمت بطريق الخطأ بسلك كهربائي، ما أدى إلى انفجارها، مما أحدث حالة من الذعر أدت إلى التدافُع. كان ضمن الحشد نساء وأطفال من الأشخاص ذوي الدخل المنخفض الذين تجمعوا لتلقي الزكاة في الحدث الذي نظمه التجار.
وذكر مسؤول صحي رفيع، أنه قد قُتل 90 شخصًا على الأقل وأصيب 13 شخصًا بجروح خطيرة، بحسب ما أوردته قناة المسيرة التابعة للحوثيين. وقال نائب مدير مستشفى الثورة في صنعاء، إن المستشفى استقبل 73 مصابًا على الأقل. وأصيب ما لا يقل عن 322 شخصا.
أغلق الحوثيون المدرسة على الفور في أعقاب الحادث، ومنعوا من الوصول إليها، حتى للصحفيين. وجرى اعتقال اثنين من منظمي الحدث.

## ردود الفعل
قالت وزارة الداخلية التي يديرها الحوثيون، إن الحشود سببها "التوزيع العشوائي للمبالغ المالية من بعض التجار وبدون تنسيق مع وزارة الداخلية". وأكدت الوزارة أنها ألقت القبض على المنظمين وفتحت تحقيقًا. أعلنت "الهيئة العامة للزكاة " التابعة للحوثيين أنها ستعوض كل أسرة من الضحايا بمبلغ مليون ريال يمني (حوالي 4000 دولار) وكل مصاب بمبلغ 200 ألف ريال يمني (حوالي 800 دولار).